# Selaginella carinata
Selaginella carinata är en mosslummerväxtart som beskrevs av Rolla Milton Tryon. Selaginella carinata ingår i släktet mosslumrar, och familjen mosslummerväxter. Inga underarter finns listade i Catalogue of Life.